# Uryū Iwako
Uryū Iwako est un nom japonais traditionnel ; le nom de famille (ou le nom d'école), Uryū, précède donc le prénom (ou le nom d'artiste).
Uryū Iwako (瓜生 岩子), 15 février 1829 - 19 avril 1897, aussi connue sous le nom Uryū Iwa, est une travailleuse sociale renommée du Japon de l'ère Meiji.

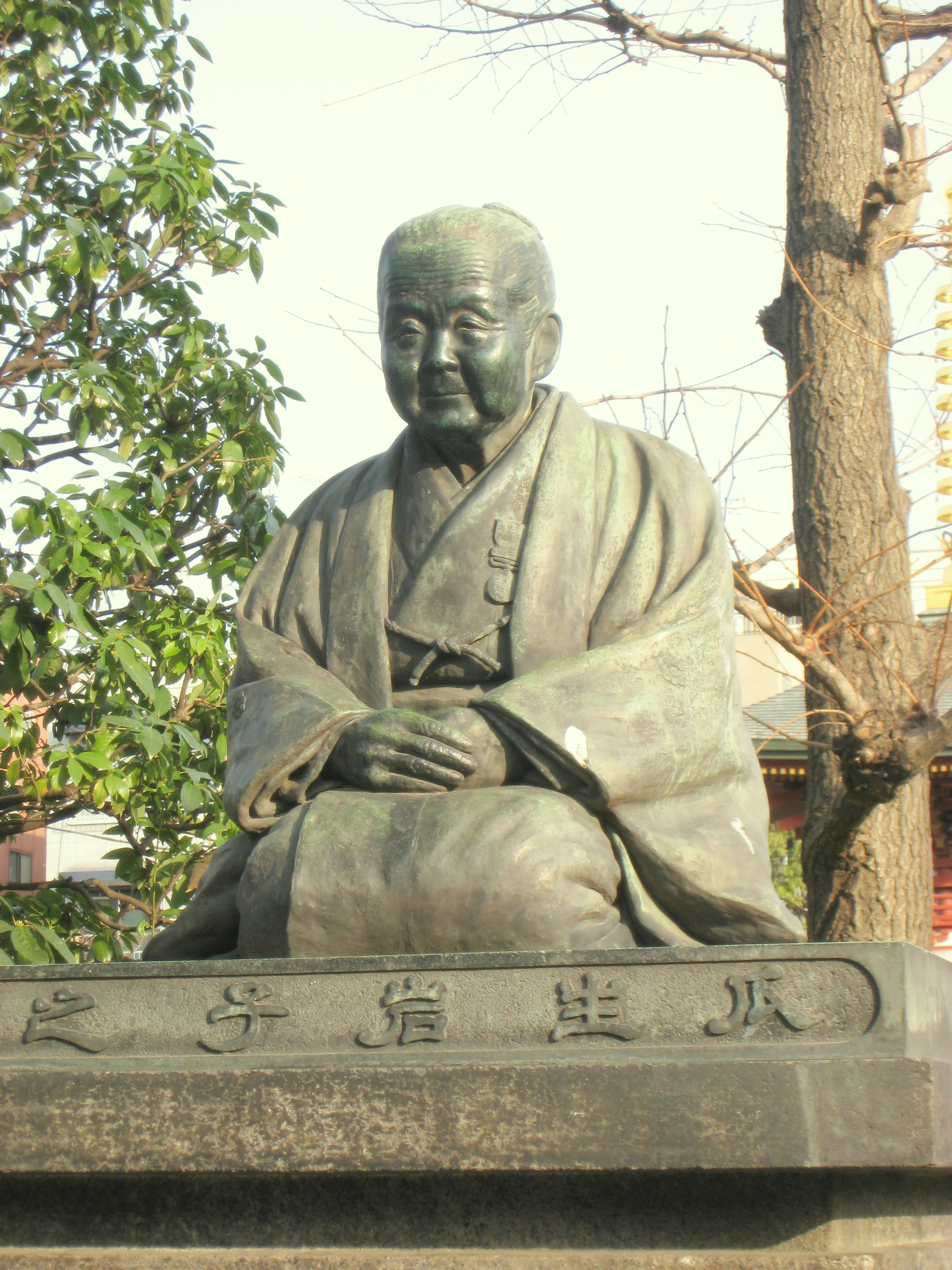
Uryū Iwako, statue à Asakusa

Iwako naît à Kitakata, à présent dans la préfecture de Fukushima, au sein d'une famille de marchands du domaine d'Aizu. Après avoir perdu ses parents à l'âge de 9 ans, elle est élevée par ses grands-parents. Devenue veuve, elle consacre sa vie aux pauvres et aux orphelins, encourage la construction d'hôpitaux et contribue à améliorer les conditions de vie des citoyens ordinaires de Tokyo. 
Une statue est érigée en son honneur à Asakusa en avril 1901.

## Source de la traduction
- (en) Cet article est partiellement ou en totalité issu de l’article de Wikipédia en anglais intitulé « Uryu Iwako » (voir la liste des auteurs).